# کوسیچی بالا
کوسیچی بالا، روستایی در دهستان محترم آباد بخش کتیج شهرستان فنوج در استان سیستان و بلوچستان ایران است. این روستا در ۷ کیلومتر غرب محترم‌آباد قراردارد.

## جمعیت
این روستا در دهستان محترم آباد  قرار دارد و براساس سرشماری عمومی نفوس و مسکن (۱۳۹۵)، جمعیت آن زیر سه خانوار بوده‌است.